# L'Étrange Festival 2018
L'Étrange Festival 2018, 24e édition du festival, s'est déroulé du 5 au 16 septembre 2018.

## Déroulement et faits marquants
Cette édition propose une compétition, des panoramas, des hommages (Adilkhan Yerzhanov, Shahram Mokri), des cartes blanches (Pakito Bolino et Le Dernier Cri, Jackie Berroyer).
Le 16 septembre 2018, le palmarès est dévoilé et c'est le film coréen The Spy Gone North de Yoon Jong-bin qui remporte le Grand Prix Nouveau Genre et le Prix du public.

## Sélection

### En compétition
- Perfect skin de Kevin Chicken  Royaume-Uni
- Meurs, monstre, meurs (Muere, monstruo, muere) d'Alejandro Fadel  Argentine  Chili  France
- Mandy de Panos Cosmatos  États-Unis
- Utøya 22. juli d'Erik Poppe  Norvège
- The Spy Gone North de Yoon Jong-bin  Corée du Sud
- The nightshifter (Morto Não Fala) de Dennison Ramalho  Brésil
- Dachra d'Abdelhamid Bouchnak  Tunisie
- Amalia  États-Unis
- Life guidance de Ruth Mader  Autriche
- Up among the stars de Zoe Berriatúa  Espagne
- Luz de Tilman Singer  Allemagne
- The House that Jack Built de Lars Von Trier  Allemagne  Danemark  France  Suède
- The Field Guide to Evil (film collectif)  Nouvelle-Zélande
- Perfect d'Eddie Alcazar  États-Unis
- Buybust d'Erik Matti  Philippines
- May the devil take you de Timo Tjahjanto  Indonésie
- The Dark de Justin P. Lange et Klemens Hufnagl  Autriche
- A vigilante de Sarah Daggar-Nickson  États-Unis
- L'Heure de la sortie de Sébastien Marnier  France
- Killing de Shin'ya Tsukamoto  Japon

### Ouverture
- Anna & the Apocalypse de John McPhail

### Clôture
- The Man with the Magic Box de Bodo Kox

### Mondovision
- Upgrade de Leigh Whannell  Australie
- Coincoin et les Z'inhumains de Bruno Dumont  France
- Climax de Gaspar Noé  France
- Violence voyager d'Ujicha  Japon
- Frig de Antony Hickling  France
- Diamantino de Daniel Schmidt et Gabriel Abrantes  Brésil  Portugal  France
- Dukun de Dain Iskandar Said  Malaisie
- I Feel Good de Benoît Delépine et Gustave Kervern  France
- Fags in the fast lane de Josh Collins  Australie
- Liverleaf d'Eisuke Naito  Japon

### Séances spéciales
- Fender l'Indien de Robert Cordier
- El otro Cristóbal d'Armand Gatti
- Moi, Christiane F., 13 ans, droguée, prostituée… d'Uli Edel

### FocusAdilkhan Yerzhanov[3](1982-, Kazakhstan)
- The plague at the Karatas village (2016)
- Realtors (2011)
- Constructors (2013)
- The owners (2016)
- Night god (2018)
- The story of Kazakh cinema - Underground of Kazakhfilm (2015)
- La Tendre Indifférence du monde[4] (2018)

### FocusShahram Mokri(1978-, Iran)
- Fish and Cat (Mahi va gorbeh) (2013)
- Invasion (film) (en) (Hojoom) (2017)

### Carte blanchePakito Bolino
- Le Dernier Cri

### Carte blancheJackie Berroyer
- Double messieurs de Jean-François Stévenin
- Lune froide de Patrick Bouchitey
- Exotica d'Atom Egoyan
- Mission Socrate de Bertrand Lenclos
- Clonk de Bertrand Lenclos
- La vengeance est à moi de Shōhei Imamura

## Palmarès
- Grand Prix Nouveau Genre : The Spy Gone North de Yoon Jong-bin
- Prix du public : The Spy Gone North de Yoon Jong-bin
- Prix du Jury Court Métrage : Falling de Ewen Wright
- Prix du Public Court-Métrage : Mucre de César Simonot